# 安杜馬利烏士
安杜馬利烏士（英語：Andromalius），为所羅門七十二柱魔神中排第72位的魔神，位階伯爵，統帥36個軍團。是手中拿着一条地狱大蛇的男子，能发现一切邪恶和不良交易，與竊盜關係密切，擁有取回被窃之物、察明小偷的真面目之力。雖然以人形現身卻手中握著大蛇，所以召喚者能辨識出祂並非普通人類。因祂能揭顯隱密之事，常有人為了要找出地下交易地點與隱藏財寶之所在而被召喚。而至於祂帶給人的災害方面並沒有特別紀錄。

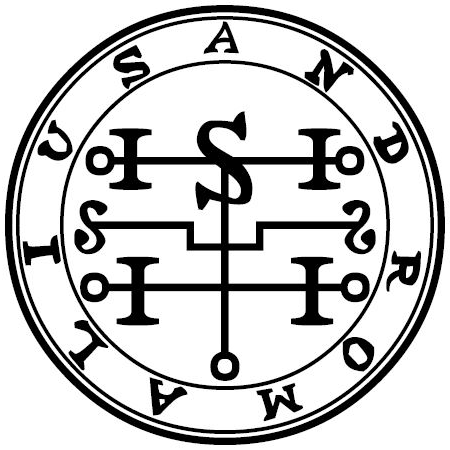
安杜马利乌士印章